# Alfena
Alfena és una ciutat i freguesia portuguesa del municipi de Valongo, amb 15,7 km² d'àrea i 18.125 habitants (al cens del 2016). La densitat de població n'és de 1.154.5 hab/km².
La freguesia es divideix en 21 llogarets: Aldeia Nova (i Santeiros), Baguim (i Fontinha), Barreiro (de Baixo i de Cima), Cabeda, Codiceira, Costa, Ferraria, Gandra, Igreja (i Vila), Lombelho, Outeiro, Pedrouços, Punhete, Reguengo, Ribeiro, Rua, Transleça, Trás-do-Casal, Várzea, Vilar (i Telheiras) i Xisto (i Outeirinho).

## Història
El document datat més antic que conegut sobre Alfena és del 1214, i Dª Estevaínha Sonis da Silva (vídua de Martim Fernandes de Riba Vizela) s'hi refereix als «Leprosis de Alfena».
En les Consultes de 1258, ordenades per Alfons III, la freguesia s'esmenta com Sâo Vicente de Queimadela, composta per 5 llogarets: Ferrarias (al nord); Baguim (a l'oest); Caveda (al sud), pertanyent al rei i al Monestir de Santo Tirso; la vila d’Alfena (al centre) i Traslecia (a l'est).
El 1287, el Monestir de Santo Tirso cedeix el dret de patronatge sobre la parròquia de «sacti Vicentij de Queimadela», en Terres de Maia, al bisbe de la Seu de Porto.
Alfena seria una honra (terra de cavallers i lliure del poder reial) de D. João Pires da Maia (o João Pedro da Maia), el qual la llegaria a la Gafaria (hospital de leprosos). El 1307, D. Dinis confirma l'honra en la «Freeguesia de sam vicente da queimadella ho Paaço dalffena» com a terra dels «gaffos» ('leprosos').
El 1466, el cabildo de la Seu de Porto cedeix al bisbe el dret de patronatge sobre les parròquies de «són Vicente de queimadella, terra da Maya» i «Santa Marya de Campanhãa».
El fur manuelí a Terres de Maia (1519) fa referències al lloc de Cabeda i a Ferrarias i a l'«Església de Sâo Vicente dalfena».
El 1542, en el cens de la Mitra de Porto, D. Baltazar Limpo, bisbe de Porto, es refereix a l'«església de San Vicente de Alfena de Queimadela» i, l'any següent, el mateix bisbe cedeix el dret de patronatge sobre la parròquia de «sam Vicente de Alffena, terra da Maya» al Col·legi del Carme de la Universitat de Coïmbra, quan era abat i rector d'Alfena el seu germà, Melchior Limpo.
El 1706, en la seua obra Corografia Portuguesa, António Carvalho da Costa es refereix a Sâo Vicente de Alfena en aquests termes: «S'anomena vila d'Alfena els carrers, i té creu de terme, diuen que ho fou antigament».
El 1747, Luís Cardoso, en el seu Diccionari Geogràfic, es refereix a Alfena en aquests termes:
«De present té un carrer que corre de nord a sud, en espai de mil passos poc més o menys, carretera que fou de molta competència per a la ciutat de Porto, vila de Guimarães, i província de Trás-os-Montes; no obstant això, farà trenta-sis anys es va tallar aquesta carretera per darrere d'aquest carrer, per la part de l'oest; per ser més breu, i neta, els habitants del llogaret de Vallongo, distant d'aquesta freguesia una llegua, encara fan per aquest carrer pas públic. Aquest carrer conserva encara l'antic nom d'Alfena, i té al mig la seua creu de terme, que per descurança dels oficials públics de la Justícia es va cada vegada arruïnant més, i mostra per la seua factura ser obra antiga.
(…)»
Com refereix Domingos A. Moreira, en la seua obra Alfena, la terra i el seu poble, Alfena seria «una vila filial i sufragània de la de Maia».
En alguns assumptes, Alfena disposava de jutge propi i responia directament al Senat de Porto. Alfena era, també, seu d'una Companyia d'Ordenances.
Amb el lliberalisme, al 1836, es crea el municipi de Valongo, en el qual Alfena s'integra, acollint la seu del municipi, en la primavera de 1838, durant els aldarulls ocorreguts a Valongo després dels nous impostos sobre la carn, vi i oli, i per ser d'Alfena el llavors administrador del municipi (representant del Govern), Manuel da Silva Marques.
Al 1867, el Govern de Joaquim Augusto de Aguiar decreta una nova reforma administrativa i Alfena és integrada en un nou municipi de Rio Tinto. Aquesta mesura fou revocada al mes següent pel nou govern presidit pel Duc d'Àvila, i torna Alfena al municipi de Valongo fins al dia de hui.
El 30 de juny de 1989, Alfena és elevada a vila pel plenari de l'Assemblea de la República.
El 6 d'abril de 2011, per l'Assemblea de la República, Alfena és elevada, finalment i per unanimitat, a la categoria de ciutat.
De la creu de terme, símbol de l'«antiga vila», que al 1747 ja presentava senyals de degradació, hui no resta res, però hi ha descripcions que quedaria situat al centre de l'actual lloc del carrer, enfront de la Quinta del Paço de Alfena.

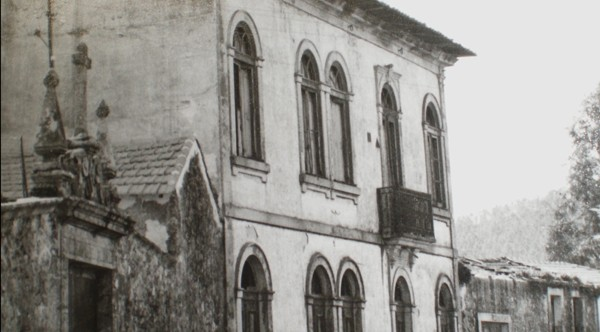
Quinta D. Helena, Antics Paços do Concelho a Alfena (1838)

## Topònim
En l'edat mitjana, la freguesia era coneguda per S. Vicente de Queimadela, mentre Alfena era un mer llogaret d'aquella freguesia (l'actual llogaret de Rua, que té aquest nom per ser travessat pel camí ral Porto-Guimarães).
Alfena és un nom únic en la toponímia portuguesa.
En el segle xviii, Carvalho da Costa i Luís Cardoso afirmen que hi degué haver-hi una batalla contra els àrabs, en què haurien participat set comtes, basant-se en la hipòtesi que el vocable Alfena prové de l'àrab «Al-hella» que significa 'campament'.
Pinho Leal, però, opina que l'origen del topònim residiria en un arbust comú en la regió mediterrània, l'olivereta o Ligustrum lucidum, utilitzat per a tenyir o en cosmètica. Alfena prové, llavors, de la paraula àrab que designa aquesta planta, «Al-Henna». Domingos A. Moreira, estudiós de l'onomàstica de les parròquies de la diòcesi de Porto i que va elaborar la primera monografia d'Alfena, comparteix també aquesta última hipòtesi.

## Població
| Població d'Alfena | Població d'Alfena | Població d'Alfena | Població d'Alfena | Població d'Alfena | Població d'Alfena | Població d'Alfena | Població d'Alfena | Població d'Alfena | Població d'Alfena | Població d'Alfena | Població d'Alfena | Població d'Alfena | Població d'Alfena | Població d'Alfena |        |
| ----------------- | ----------------- | ----------------- | ----------------- | ----------------- | ----------------- | ----------------- | ----------------- | ----------------- | ----------------- | ----------------- | ----------------- | ----------------- | ----------------- | ----------------- | ------ |
| 1864              | 1878              | 1890              | 1900              | 1911              | 1920              | 1930              | 1940              | 1950              | 1960              | 1970              | 1981              | 1991              | 2001              | 2011              | 2016   |
| 1 206             | 1 459             | 1 620             | 1 773             | 2 268             | 2 222             | 2 808             | 3 475             | 4 238             | 5 575             | 7 174             | 10 647            | 12 129            | 13 665            | 15 211            | 18 125 |

## Situació
La ciutat correspon a la freguesia més septentrional del municipi; limita amb els municipis de Santo Tirso (freguesia d'Água Longa), al nord-est, i Maia (freguesies de Folgosa i Sâo Pedro Fins), al nord-oest. El seu territori ocupa una àrea d'uns 15,7 km², envoltada per Ermesinde (al sud-oest), Valongo (al sud-est) i Sobrado (a l'est), totes del municipi de Valongo.
Per l'extensa vall d'Alfena, corre el riu Leça. Alfena és emmotllada per diverses muntanyes:
- Monte Pedroso i Saínhas;
- Muntanya de Gandra;
- Muntanya de Sâo Miguel-o-Anjo (que divideix Folgosa i Sâo Pedro Fins);
- Alt Catorze o Penas d'Abelhas (a la cota baixa, el cim de la muntanya és ja Água Longa);
- Serra de Sobreiro Ventoso o Vall de Porcs (en la divisòria amb Água Longa i Sobrado);
- Montenegro i Fojo;
- Serra d'Asas do Fojo (en la divisòria amb Valongo);
- Alt de Santa Margarida (junt al centre de la ciutat);
- Monte Redondo i Monte do Preto (l'últim en la divisòria amb Valongo);
- Alt da Bella o da Vela (en la divisòria amb Valongo);
- Serra de Cardoso;
- Alt de Reguengo i Mirante de Sonhos (en la divisòria amb Ermesinde);
- Serra de Vilar.

Afluents al marge dret
- Rierol de Covas;
- Rierol de Junqueira i el seu afluent Saínhas;
- Rierol de Baguim;

Al marge esquerre
- Rierol de Tabãos i els seus afluentes de Junceda i de Châos;
- Rierol de Vale Godinho;
- Rierol d'Azevido;
- Ribeira de Cabeda.

## Els límits del territori d'Alfena[7]
Els límits oficials de la ciutat d'Alfena són els constants del Tombo del 1689, que atribueixen a la freguesia una àrea pròxima als 16 km².

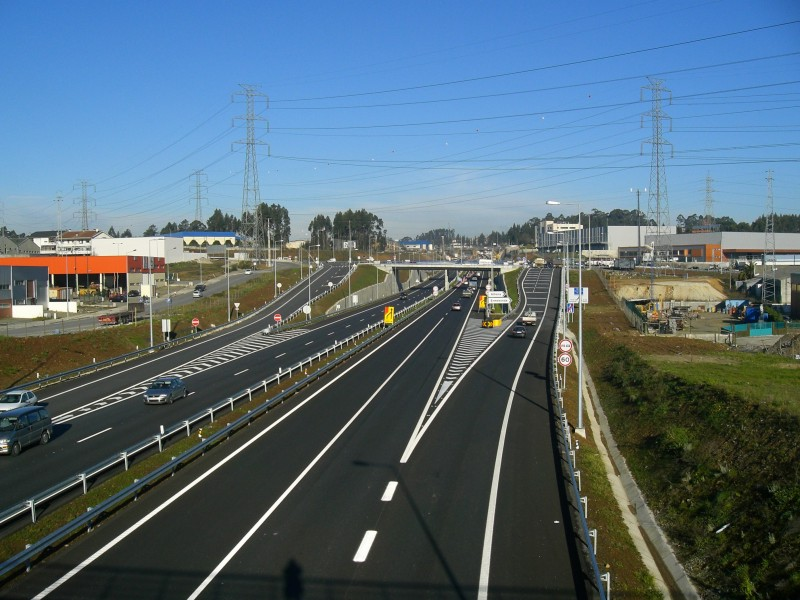
A41, Alfena sud

## Principals activitats econòmiques
Les principals activitats econòmiques a Alfena són la indústria, el comerç, l'agricultura, la ramaderia i l'avicultura. Les que ocupen la major part de les activitats són el comerç i la indústria, tot i que l'agricultura també denota una certa importància, perquè és un sector que actualment és rendible amb les indústries ramadera i l'avicultura.

## Patrimoni
- Pont de Sâo Lázaro
- Pont dels Set Arcs
- Portal de Ribeiro
- Portal de Telheiras

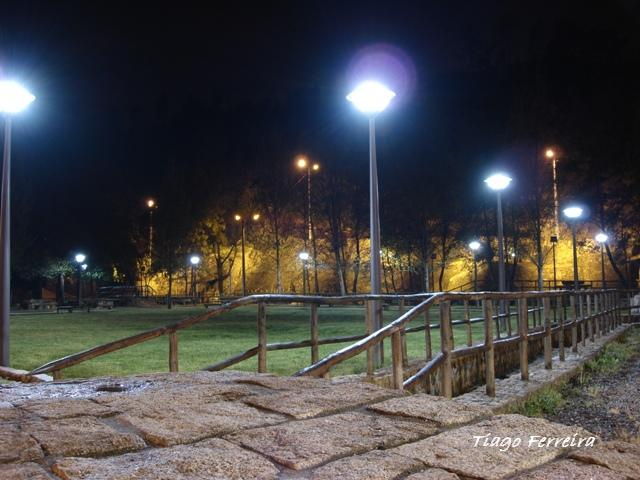
Parc de S. Lázaro

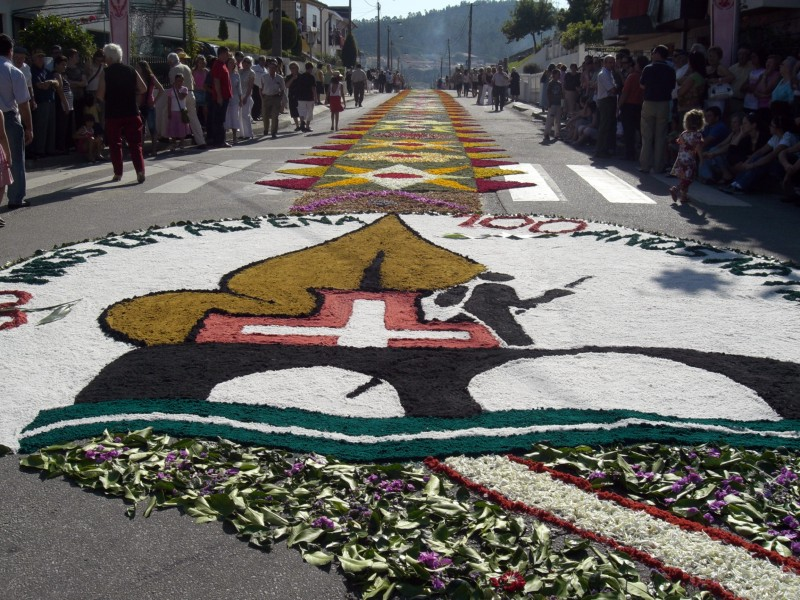
Mantell de flors de N.ª Sra. do Amparo, 2007

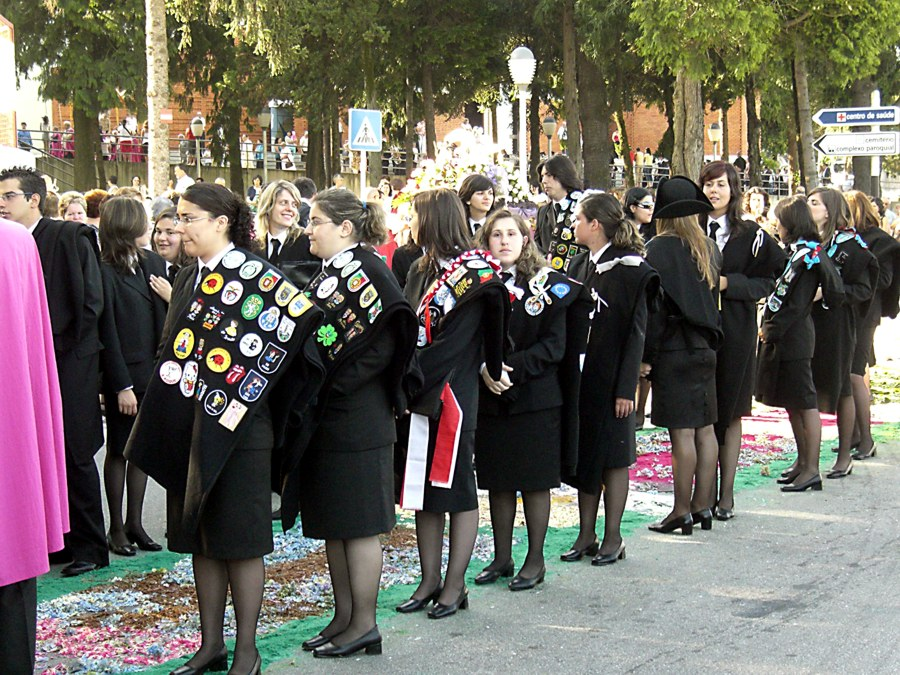
Estudiants universitaris en la Festa de N.ª Sra. do Amparo

- Capella de S. Lázaro (anterior al 1623)
- Parc de S. Lázaro
- Església i Capella da Senhora do Amparo
- Església da Senhora da Paz, datada de l'1 de maig de 1993
- Església de S. Vicente, patró d'Alfena, el dia 23 d'agost de 1964; la primitiva església de Sâo Vicente d'Alfena fou demolida el 1964.
- Capella de S. Roque (connectada al Camí de Sant Jaume)
- Capella de Nossa Senhora da Conceição
- Capella de Nossa Senhora da Piedade (Quinta das Telheiras)
- Museu Etnogràfic d'Alfena
- Centre Cultural d'Alfena (antiga escola primária núm. 1)